# حروب يونكس

شجرة لسلسلة انساب يونكس

 حروب يونكس (بالإنجليزية: Unix wars)‏ كانت صراعات بين بائعي الحواسيب التي تحتوي على نظام التشغيل يونكس في اواخر عام 1980, وبدايات عام 1990. لوضع معايير ليونكس.

## الاصول
في منتصف 1980, كان هناك اصدارين مشتركين من يونكس، الأول من جامعة بيركلي, كاليفونيا، ويطلق عليه اسم «توزيعة برمجيات بيركلي» (BSD). والإصدار الثاني الذي يسمى النظام الخامس من شركة إي تي أند تي. كلا الاصداريين اشتقا في وقت سابق من اصدار يونكس السابع، التي قد تختلف إلى حدي كبير. علاوة على ذلك، كانت كل اصدارة من بائعي يونكس مختلفة عن الأخرى إلى حد ما.
شكلت مجموعة من البائعين شركة اكس/اوبن في عام 1984، بهدف تكوين نظم متوافقة فيما بينها. لقد اختاروا ان تكون قاعدة نظامهم على يونكس.
بدأت زيادة الجهود لتوحيد يونكس، وبدأ العمل في عام 1987 على نظام موحد., فيما بين بائعي يونكس بي اس دي، إي تي أند تي، وصن مايكروسيستمز. في نهاية المطاف اثمرت هذه الجهود عن إطلاق النظام الخامس الإصدار الرابع (System V Release 4)ل اختصار (SVR4).
وبينما، كانت بعض اليونكسات الأخرى خائفة من أن هذا سيمنحهم تفوق بدون وجه حق، لقي قرار التوحيد اشادت من العملاء والصحف التجارية. فشكلوا (الذين يريدون توحيد الجهود) مؤسسة البرمجيات المفتوحة في عام 1988. وفي نفس العام، ردت ايه تي اند تي ومجموعة أخرى من اليونكسات المرخص لها بتشكيل يونكس الدولية. الأمر الذي أدى لمنافسة تجارية كبيرة فيما بينهما.